# Women's International Art Club
El Women's International Art Club, conocido brevemente como el Paris International Art Club, fue fundado en París en 1900. El objetivo del club era "promover los contactos entre mujeres artistas de todas las naciones y organizar exposiciones de su trabajo". Hasta que se disolvió en 1976, proporcionó a las mujeres una forma de mostrar su trabajo artístico. La primera exposición del club se celebró en París en 1900, y otra en las Grafton Galleries de Londres el mismo año. Entre las mujeres que formaban parte del club estaban la escultora Elizabeth Frink, la artista Gwen John y las pintoras Mary Wheelhouse y Orovida Pissarro.

## Historia
El Paris International Art Club se fundó en París en 1900 y cambió su nombre al Women's International Art Club ese mismo año. La primera exposición del club se llevó a cabo en las Grafton Galleries en Bond Street, Londres, en 1900, y fue seguida por una segunda muestra en el mismo espacio en marzo y abril de 1901. Las exposiciones anuales se llevaron a cabo en Londres hasta que el club desapareció. Algunas exposiciones más pequeñas también se hicieron en otras partes de Gran Bretaña y en el extranjero. La membresía del club era internacional con secciones en Francia, Grecia, Holanda, Italia y Estados Unidos. Finalmente, el club se disolvió en 1976, aunque realizó una última exposición en Greenwich en 1977.
Las primeras exposiciones anuales se llevaron a cabo en las Grafton Galleries. Más tarde se usó la Goupil Gallery, y luego las galerías de la Royal Society of British Artists. Inicialmente, solo las miembros del club podían participar en las exposiciones. El club tenía un límite de 150 miembros. A partir de 1921, las mujeres que no tenían membresía podían, por una tarifa, exhibir una obra cada una. Estas exposiciones ayudaron a compensar la escasez de oportunidades que había para que las mujeres expusieran en lugares como la Royal Academy of Arts.
Algunas de las artistas que expusieron sus obras fueron Eileen Agar, Anthea Alley, Gwen Barnard, Wilhelmina Barns-Graham, Elinor Bellingham-Smith, Ithell Colquhoun, Sonia Delaunay, Elisabeth Frink, Gwen John, Stanisława de Karłowska, Laura Knight, Lee Krasner, Orovida Pissarro, Anne Redpath y Ethel Walker. Pintoras españolas como Marisa Roesset Velasco también expusieron su obra allí. En 1981 se publicó una lista completa de exposiciones que se hicieron entre 1900 y 1966.